# Cieśnina Piławska

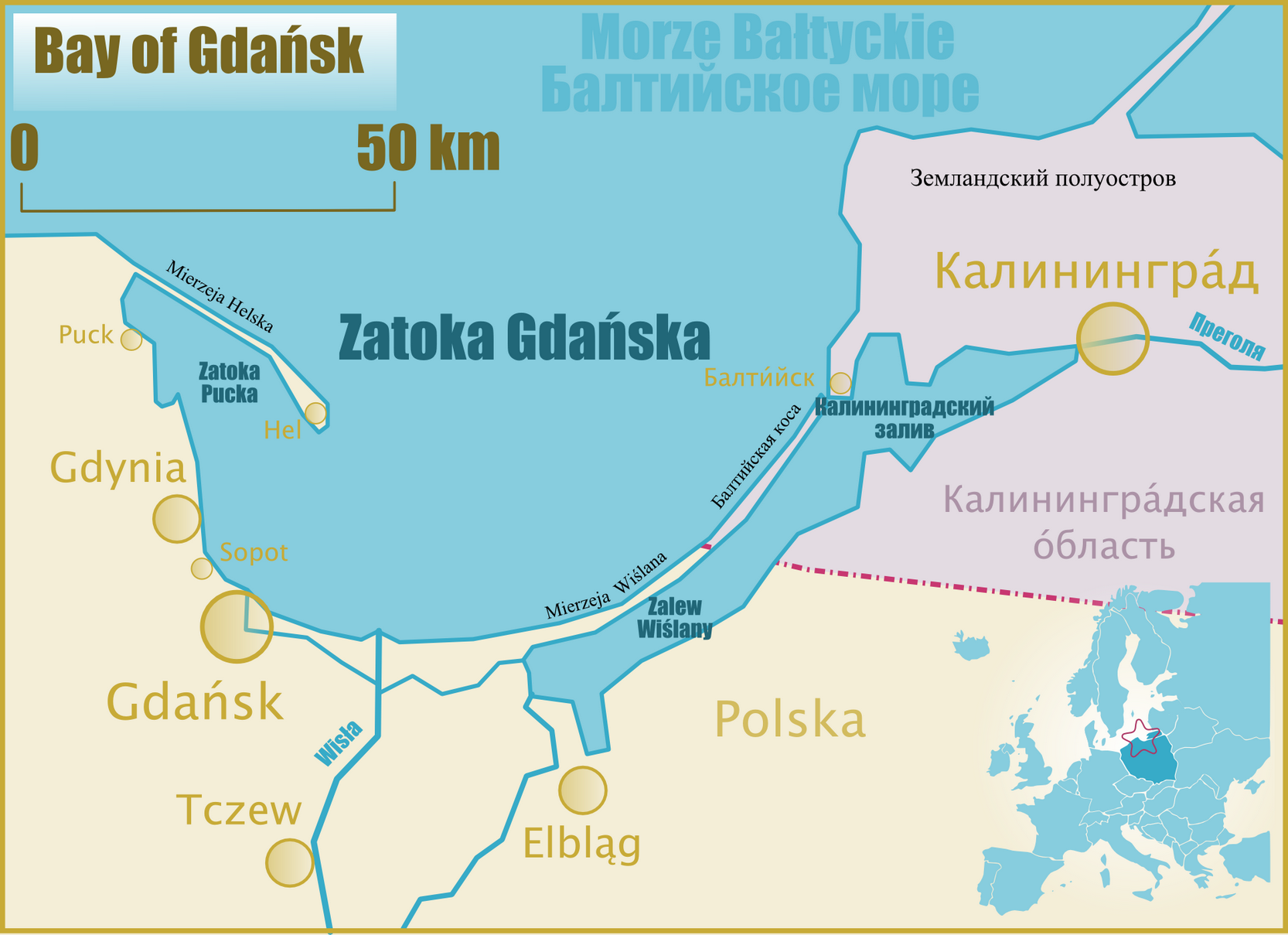
Rejon Zatoki Gdańskiej i Zalewu Wiślanego

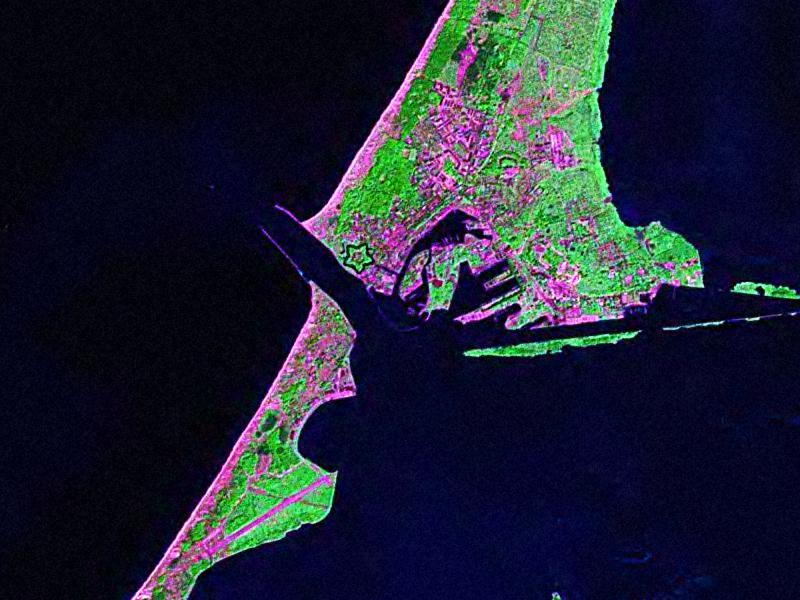
Zdjęcie satelitarne Cieśniny Piławskiej i położonej na jej brzegach Piławy. Na dolnej krawędzi zdjęcia widoczna jest wyspa Nasypnoj

Cieśnina Piławska (ros. Балтийский пролив, niem. Pillauer Seetief, inna nazwa Nowa Głębia, Neu-Tief, a dawniej także Das Gatt) – cieśnina między dwiema częściami Mierzei Wiślanej. Łączy Zalew Wiślany z wodami Morza Bałtyckiego. Nazwa pochodzi od historycznej polskiej nazwy miasta położonego nad jej brzegami – Piławy.

## Historia i geografia
Cieśnina Piławska powstała podczas wielkich sztormów w 1479 r., które przerwały mierzeję. Ten stan utrwalił szczególnie sztorm z 10 września 1510 r. Później była wielokrotnie pogłębiana, a jej brzegi umacniane, ostatnio w latach 60. XX w. ze względu na potrzeby floty wojennej.
Ma 2 km długości, od 450 do 750 m szerokości (tor żeglugowy 400 m), ponad 12 m głębokości i stanowi faktycznie część Kanału Królewieckiego łączącego Królewiec z otwartym morzem. Z południową częścią Zalewu Wiślanego łączy cieśninę rynna nosząca dawniej nazwę Pillauer Rinne. Tor wodny z cieśniny do Królewca ma długość 24 mil morskich, a do Elbląga 45 mil morskich. Przez cieśninę mogą przechodzić statki o nośności 35 tys. ton, zanurzeniu do 12 m i długości 200 m (maksymalna wielkość statków wchodzących do portu w Bałtyjsku).
Jeszcze w średniowieczu Mierzeja Wiślana była łańcuchem wysp rozdzielonych cieśninami (zwanymi głębiami, Tief), które z czasem zasypały osady morskie. Przykładem jest istniejąca do końca XIV w. 7 km na północ od obecnej cieśniny Głębia Lochstedt (zob. Zatoka Rybacka), czy na południe od obecnej Głębia Bałgijska nazywana tak od położonej na przeciwnym brzegu zalewu Balgi.
Obecnie cieśnina jest jedną z dwóch dróg wodnych (druga przez deltę Wisły), jedyną dostępną dla statków morskich, z Zalewu Wiślanego (portu morskiego w Elblągu i innych portów nadzalewowych – Tolkmicko, Frombork, Nowa Pasłęka) na wody Bałtyku.

## Spór o żeglugę w cieśninie
Istniejąca od wieków całość gospodarcza i polityczna regionu Zalewu Wiślanego po raz pierwszy w historii została przerwana na mocy uchwał konferencji poczdamskiej z 1945 r., które podzieliły b. Prusy Wschodnie, w tym Zalew Wiślany, granicą państwową. Ponieważ podczas konferencji nie wyznaczono precyzyjnie granicy, a tylko tymczasową linię położoną na północ od obecnego Braniewa i Gołdapi (granica miała być ustalona na przyszłej konferencji pokojowej, która nie nastąpiła), Sowieci wytyczyli ją jednostronnie, m.in. dzieląc Mierzeję Wiślaną, której na konferencji nie wymieniono. Wprowadzony stan został usankcjonowany dwustronną Umową o granicy państwowej z 16 sierpnia 1945 r.
Do tej umowy dołączono do 1990 r. niepublikowany protokół, który zezwalał na żeglugę polskich statków handlowych do Elbląga w czasie pokoju. W praktyce często nie było to respektowane, w związku z wojskowym charakterem obwodu królewieckiego, a Polska nie domagała się prawa żeglugi.
W czerwcu 1990 r. jacht Misia II z sześcioosobową załogą przepłynął z Elbląga do Gdyni przez sowiecką część Zalewu Wiślanego. Był to pierwszy po 1945 r. cywilny rejs polskiego jachtu przez Cieśninę Pilawską.
W 1991 roku podjęto negocjacje z Federacją Rosyjską, po których umożliwiono żeglugę, aczkolwiek bywała ona zawieszana przez Federację Rosyjską z różnych powodów. Po wstąpieniu Polski do Unii Europejskiej w 2004 r. Federacja Rosyjska stanęła na stanowisku, że protokół z 1945 roku wygasł (chociaż był zawarty bezterminowo) z czym de facto zgodziła się Polska kierowana przez rząd Donalda Tuska, podpisując 1 września 2009 r. nową umowę.
W toczących się kilkanaście lat negocjacjach dotyczących zawarcia nowej umowy regulującej żeglugę w cieśninie Polska proponowała zapewnienie żeglugi niektórym kategoriom statków niezależnie od bandery. Federacja Rosyjska godziła się tylko na żeglugę statków polskich. Kompromisowym rozwiązaniem miała być żegluga statków pod banderą państw Unii Europejskiej, którą wysunęło MSZ w 2008 roku. Taka propozycja Rady Ministrów samoograniczała Polskę w korzystaniu z prawa nieszkodliwego przepływu, które obejmuje wszystkie rodzaje statków niezależnie od bandery.
Nie wynegocjowano odszkodowania za szkody spowodowane zamknięciem wbrew dwustronnym umowom żeglugi w Cieśninie Piławskiej w latach 1945–1990. Między innymi Umowa między rządem PRL a rządem ZSRR o stosunkach prawnych na polsko-radzieckiej granicy państwowej oraz współpracy i wzajemnej pomocy w sprawach granicznych, podpisana w Moskwie dnia 15 lutego 1961 r. przewidywała odpowiedzialność odszkodowawczą w razie wyrządzenia szkody w rezultacie zawinionego niewykonywania zobowiązań umownych przez jedną ze stron. Tymczasem Rosjanie, powołując się na tę umowę, odmawiali rozszerzenia żeglugi o statki pod banderą państw trzecich.
15 lipca 2009 r. Rząd Federacji Rosyjskiej wydał rozporządzenie w sprawie żeglugi w Cieśninie Piławskiej. Przewiduje ono możliwość żeglugi statków państw trzecich do polskich portów pod warunkiem złożenia z wyprzedzeniem 15-dniowym przed planowanym wejściem na Zalew Wiślany wniosku o zgodę do kapitana portu w Królewcu. Administracja rosyjska może odmówić zgody jeśli uzasadniają to niezdefiniowane „względy obrony, bezpieczeństwa lub ekologiczne”. Akceptacja rozporządzenia jako podstawy żeglugi w cieśninie oznaczała rezygnację z ogólnych postanowień prawa międzynarodowego (Konwencja o Prawie Morza z Montego Bay z 1982 r.; oraz ograniczenia podmiotowe żeglugi) na rzecz arbitralnej zgody rosyjskiej. Ponadto wymóg zachowania terminu 15-dniowego znacznie ogranicza żeglugę nieregularną.
1 września 2009 r. zawarto samoograniczającą Polskę międzyrządową umowę polsko-rosyjską o żegludze po Zalewie Wiślanym, na mocy której dopuszczono żeglugę przez granicę na zalewie statków bandery polskiej i rosyjskiej, z wyjątkiem jednostek w niehandlowej służbie państwowej tj. okrętów Marynarki Wojennej i statków Straży Granicznej. Rosja w umowie z 2009 roku, uzyskała prawo zamknięcia granicy na Zalewie Wiślanym ze względów obronnych, bezpieczeństwa lub ochrony środowiska. Umowa miała być stosowana od dnia podpisania, ale weszła w życie 28 listopada 2009 roku.
Zwykle nawet na międzynarodowych wodach śródlądowych zdatnych do żeglugi (np. rzeka międzynarodowa) występuje szerszy zakres uprawnień żeglugowych, jak np. na Kanale Saimiańskim, na którym zgodnie z umową fińsko-rosyjską wszystkie niewojenne statki fińskie oraz wszystkie handlowe statki państw trzecich mają prawo do żeglugi między Zatoką Fińską przez morze terytorialne i wody wewnętrzne oraz rosyjską (dzierżawioną) część Kanału Saimiańskiego do portów fińskich.

### Budowa kanału
Wobec braku postępu w rozmowach o odblokowaniu cieśniny dla żeglugi polskiej i międzynarodowej zmierzającej do portów Polski w 2006 roku, rząd Jarosława Kaczyńskiego podjął dawny projekt budowy kanału przez polską część Mierzei Wiślanej. Kanał miał być oddany do 2012 roku, jednak po wyborach parlamentarnych w 2007 roku rząd Donalda Tuska pomysł porzucił.
Do koncepcji powrócono w 2016 roku. Rząd Beaty Szydło podjął w tej sprawie uchwałę. Koszt inwestycji, która ma zostać wykonana do 2022 r., oszacowano na 880 mln złotych. Budowa ma zostać sfinansowana z budżetu państwa. Jego realizację ma nadzorować Minister Gospodarki Morskiej i Żeglugi Śródlądowej. Wykonawcą będzie Urząd Morski w Gdyni.
4 października 2019 roku pod nadzorem rządu Mateusza Morawieckiego podpisano umowę między Konsorcjum NDI-Besix Nic de Roeck, wykonawcą projektu Mierzei Wiślanej, a Urzędem Morskim w Gdyni, inwestorem przekopu. Umowa jest rezultatem przetargu rozstrzygniętego 15 lipca 2019 roku.